# Miroslav Matušovič
Miroslav Matušovič (* 2. listopadu 1980, Havířov) je český fotbalový útočník, který do roku působí v klubu MFK Havířov jako sportovní manažer a hrající trenér. V nejvyšší české lize hrál za FC Baník Ostrava a AC Sparta Praha, s oběma týmy získal ligový titul. Mimo ČR působil na klubové úrovni na Kypru v klubu Apollon Limassol.
Vyučil se zedníkem, od roku 2008 je ženatý a s manželkou Kateřinou má dceru Valerii a syna Matyáše.

## Klubová kariéra
S fotbalem začínal ve FK Baník Havířov, kde hrál od roku 1986 do 1996. V letech 1996–2005 působil v Baníku Ostrava. Talent z ostravské juniorky se vypracoval na rychlého a dynamického fotbalistu. V první lize začínal v záloze, ale v sezoně 2003/04 se prosadil jako útočník a coby stabilní člen základní sestavy se podílel na zisku mistrovského titulu pro Baník Ostrava. S osmi góly byl druhým nejlepším střelcem týmu. V lednu 2005 přestoupil do Sparty Praha, částka byla odhadována na 20 milionů korun. Chvíli trvalo, než jej sparťanští fanoušci přijali kvůli jeho minulosti spjaté s rivalem FC Baník Ostrava. Ve Spartě jej vedl mj. trenér Jaroslav Hřebík.
Po několika úspěšných sezónách ve Spartě Praha (zisk dvou ligových titulů a tří pohárových prvenství) odešel v roce 2009 do kyperské ligy, do týmu Apollon Limassol. První gól vstřelil v zápase proti klubu APEP, v  65. minutě si naběhl z druhé vlny na chytře přenesený míč a usměrnil ho do sítě. Gól oslavil svlečením dresu, za což dostal od rozhodčího žlutou kartu. V 90. minutě výhru jistil druhým gólem Gaston Sangoy a Limassol zvítězil 2:0.
Po roce Matušovič kyperský klub opustil a od léta 2010 byl bez angažmá. Na začátku roku 2011 ukončil spolupráci s agentem Pavlem Zíkou a připravoval se na jaro v mateřském divizním klubu MFK Havířov. Měl mj. nabídku od druholigového klubu MFK OKD Karviná s nadstandardními podmínkami, nicméně ji odmítl, neboť v létě chtěl opět zamířit za hranice (Karviná trvala na smlouvě trvající jeden a půl roku). Jako volný hráč by měl lepší pozici při vyjednávání.
V červenci 2011 se vrátil do Limassolu, kde podepsal roční kontrakt. Po jeho vypršení se opět vrátil do Havířova.

## Trenérská kariéra
Od roku 2012 působí v MFK Havířov jako hrající trenér a manažer. Koncem října 2015 byl jmenován asistentem trenéra Radomíra Korytáře v FC Baník Ostrava, funkce v divizním Havířově mu zůstaly.
V sezóně 2024/2025 trénuje divizní tým SK Hranice.

## Dopravní nehoda
V prosinci 2013 zavinil v Havířově dopravní nehodu ve svém voze BMW X5, když nedal přednost vozidlu Škoda Fabia Combi. V médiích se psalo, že od nehody ujel a byl posléze dopaden městskými strážníky, kteří jej podrobili dechové zkoušce a naměřili mu 1,9 ‰ alkoholu v krvi. Matušovič přišel o řidičský průkaz a byl převezen na záchytnou stanici. Jeho verze zněla: To (že jsem ujel od nehody) byla hrozná lež. Taky se psalo, že mě honili policajti. Další lež. Po nehodě, kterou jsem zavinil, jsem normálně zastavil. A s řidičem toho auta, kterému jsem nedal přednost, jsem mluvil. Viděl jsem, že nikdo není zraněný. Věděl jsem, že mám vypito, tak jsem se ho zeptal, co mu mám za tu nehodu dát, abychom to vyřídili spolu. Ale on chtěl po mně takovou částku, že jak jsem byl v ráži, řekl jsem mu, že tolik mu teda nedám, jestli se náhodou nezbláznil. Žádal hodně. Chvíli jsme se handrkovali a pak jsem odjel. Oni ale volali policii, takže když jsem jel domů, zastavila mě hlídka, která už měla hlášení, co se stalo. Nikdo mě ale nehonil. A neodjel jsem od nehody, aniž bych se přesvědčil, že nikdo není zraněn. To ale nic nemění na tom, že jsem se dopustil hrozné nezodpovědnosti.
Při nehodě nebyl nikdo zraněn.

## Úspěchy

### Klubové
FC Baník Ostrava
- 1× vítěz 1. české fotbalové ligy (2003/04)

AC Sparta Praha
- 2× vítěz 1. české fotbalové ligy (2004/05, 2006/07)
- 3× vítěz českého poháru (2005/06, 2006/07, 2007/08)

Apollon Limassol
- 1× vítěz kyperského poháru (2009/10)